# Kuusiku (Hiiumaa)
Kuusiku (Duits: Kusiko) is een plaats in de Estlandse gemeente Hiiumaa, provincie (en eiland) Hiiumaa. De plaats heeft de status van dorp (Estisch: küla).
Tot in oktober 2017 lag Kuusiku in de gemeente Emmaste. In die maand ging Emmaste op in de fusiegemeente Hiiumaa.

## Bevolking
De ontwikkeling van het aantal inwoners blijkt uit het volgende staatje:
| Jaar            | 2000 | 2011 | 2021 |
| --------------- | ---- | ---- | ---- |
| Aantal inwoners | 9    | 12   | 13   |

## Geschiedenis
Kuusiku werd voor het eerst genoemd in 1687 als Kusiko Hans, een boerderij die vanaf 1796 op het landgoed Emmast (Emmaste) lag. In 1844 was Kusiko een dorp geworden.
Tussen 1977 en 1997 maakte Kuusiku deel uit van het buurdorp Nurste.